# Ірангі
Іра́нгі (рангі, варангі, самоназва — лангі) — народ групи банту в Танзанії.
Люди ірангі проживають у центральній Танзанії, переважно в районі Кондоа регіону Додома, також на півдні регіону Маньяра і дисперсно урбанізованими групами в містах, зокрема в столиці Дар-ес-Саламі.
Згідно з даними на 2009 рік представників народу ірангі — 371 тисяча осіб.
Ірангі розмовляють мовою кілаангі, що має писемність на латинській графічній основі, є переклади Біблії, граматика, тексти. Кілаангі застосовують в повсякденному житті, для пояснень, на ринку, тоді як суахілі переважає в громадських місцях, є мовою освіти.
За релігією серед ірангі як мусульмани, так і християни.